# 戸谷喜一
戸谷 喜一（とや きいち、1911年 - 没年不明）は、日本の小説家、元刑務官。
群馬県生まれ。1933年法政大学法科卒。1940年より大審院検事局記録係主任書記官を務める。1943年に出征し、華北方面に派遣される。1944年に復員し、看守長となる。仙台拘置所、大阪拘置所など各地の矯正施設に勤務。1972年に定年退職。その後堺簡易裁判所民事調停委員を11年間務めた。日本カウンセリング学会初回名誉会員、大阪地方裁判所名誉調停委員、勲五等瑞宝章受章。死刑廃止論者。

## 主な作品
- 原爆新潟 私の終戦（アデカ啓文舎、1984年）
- 団地族 明治男の24時間（自費出版、1985年）
- 敗戦の悲しさ―堪え難きを堪え、忍び難きを忍んで（自費出版、1986年）
- 靖国の戦友は生き残りの私に今何を……（自費出版、1987年）
- このような長寿健康法は如何でしょうか（近代文藝社、1996年）
- 学徒出陣も母子家庭から―南方ジャワのジャングル内で終戦を（日本図書刊行会、1997年）
- 死刑執行の現場から 元看守長の苦悩と死刑存続の可否（恒友出版、1997年）
- 人能ク道ヲ弘ム カウンセリングの実践（山径会、1998年）